# Mindenegyben
A Mindenegyben vagy MindenegybenBlog egy internetes álhíroldal, amely más portálokról lopott cikkeket, áltudományos írásokat, kattintásvadász- és propagandatartalmakat közöl. Üzemeltetője Horváth László, szerkesztői ismeretlenek. A Korrupciókutató Központ Budapest (CRBC) kutatása alapján a Mindenegyben menekültekkel, háborúval, Oroszországgal kapcsolatos cikkei az egyik legnagyobb orosz propagandaoldal tartalmaival mutatnak nagymértékű hasonlóságot.

## Külső hivatkozások
- Álhírvadász tudásbázis Archiválva 2018. június 25-i dátummal a Wayback Machine-ben
- Megtévesztő magyar híroldalak listája 2020 – Urbanlegends.hu
- Bátorfy Attila: Meghalt Vágó István, a Tescóban porból van a saláta. Vagy nem – VS.hu
- Magyari Péter: A mindenegyben.com és a kormánysajtó bizonyítottan orosz propagandát terjeszt – 444.hu
- Herczeg Márk: Azt hiszik, Kádár idején nem voltak kövér gyerekek – 444.hu